# 佐佐真之助
佐佐真之助（日语：／ Saza Shinnosuke，1893年10月13日—1959年），大日本帝国陆军军人，福冈縣人。最終军衔陸軍中将。中国抗日战争期间曾在中国作战。1945年8月23日在中国东北地区被苏联军队俘获，后移交给中国审判，1959年病死在中国。
2014年7月6日中华人民共和国国家档案局公开发布了佐佐真之助侵华罪行自供的档案，据佐佐真之助笔供提到重要罪行包括，在日本侵华战争中，驻防佳木斯时杀害抗日战士以及平民；在浙江作战时，所属部队使用瓦斯弹对付抗日军队，杀害俘虏；在湖北作战时，用教育刺杀练习、瓦斯试验等手段虐杀俘虏，犯有杀害平民，强奸妇女等战争罪行。在太平洋战争中，在荷属东印度安汶岛设立慰安所，强制使印尼妇女十数名充当慰安妇。

## 生平
佐佐真之助于1893年（明治26年）10月13日出生于日本福冈县久留米市櫛原町。1911年7月熊本陆军地方幼年学校毕业，1913年5月东京陆军中央幼年学校毕业，毕业后以士官候补生的身份加入大分步兵第72联队。1915年5月日本陆军士官学校第27期毕业，与皇姑屯事件中在现场指挥爆破的时任关东军独立守备队中队长的东宫铁男大尉是同期生。毕业后授予陆军步兵少尉，回到步兵第72联队任职。曾入陆军户山学校、千葉陆军步兵学校通讯科进修，1918年曾派赴西伯利亚干涉派遣军。1925年11月陸軍大學校37期毕业，与稻田正純（1938年曾任參謀本部作战科長）、木下勇（1941年曾任侵华日军第11軍参謀長）、佐藤賢了（1942年曾任陆军省军务局长，后被远东国际军事法庭判終生監禁）是同期。“陆大”毕业后曾在福冈步兵第24联队任职。1927年10月任陆军士官学校战术教官（至1929年）。
1929年任广岛第5师团参谋。1930年晋升少佐。1931年调到松江步兵第63联队任职，九一八事變以后1932年9月派赴中国东北地区参与日本侵华战争。之后历任名古屋第3师团、金泽第9师团参谋，“陸士”战术教官。1937年8月调到陆军省人事局恩賞課任课员、课长，晋升大佐。1940年3月调往中国派遣军第22师团任步兵第85联队长，在浙江作战。1941年3月调任日本西部军少将参谋长，1942年12月调往南方派遣军任第19军参谋长，在印尼安汶岛地區守備任務。1944年2月调到中国派遣军任第13军参谋长，驻在华东地区江苏上海，同年6月晋升陆军中将，12月调任第39师团长（隶属于第34军），在湖北作战。1945年7月第39师团调往中国东北地区转隶属关东军编入第30军，1945年8月23日在四平被苏联军队俘获。
1950年7月被移交中华人民共和国，关押在抚顺战犯管理所。1956年成立中华人民共和国最高人民法院特别军事法庭，在沈阳公开审判时，佐佐真之助承认“犯下了滔天的罪行”，被判处16年徒刑。1959年因患胃癌病死在中国，是被判刑的45名日本侵华战犯中唯一服刑期间死在中国而没有被特赦释放回日本的。